# 龙拖湾摩崖造像

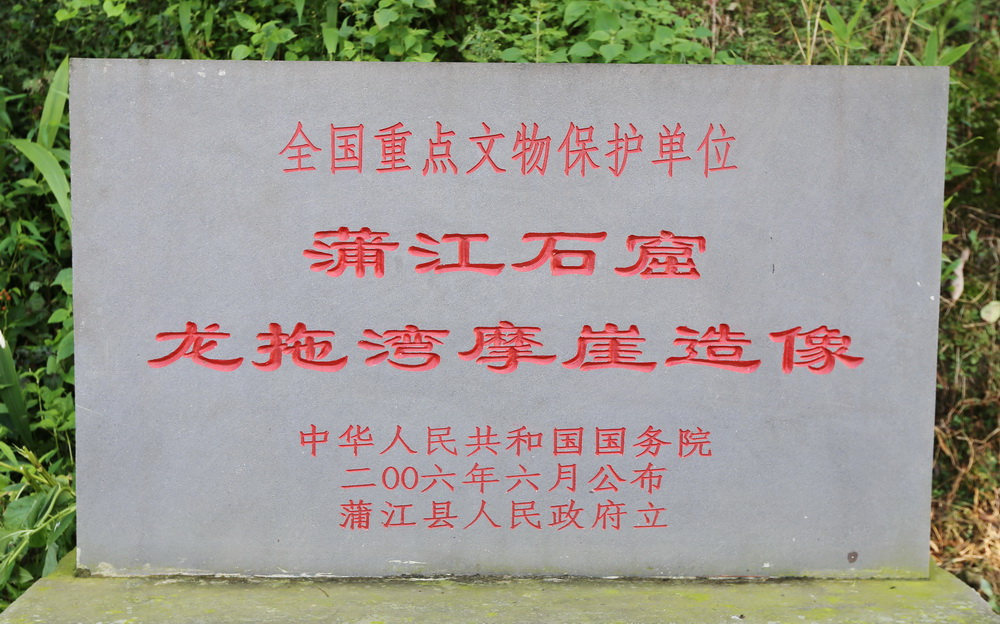
国保碑

龙拖湾摩崖造像，位于四川省成都市蒲江县鹤山镇蒲砚村，为一群南北朝至清代的摩崖造像的总称，主要分布在龙拖湾、庵子岩、土地嘴、石马庵四处，为蒲江石窟中一处典型的摩崖造像文化遗迹。2002年12月27日公佈為四川省第六批省級文物保護單位。2006年5月25日列為第六批全國重點文物保護單位。
龙拖湾摩崖造像的年代包括南北朝、唐、宋、明、清。唐代佛教造像有一佛二弟子二菩萨二力士二飞天、一佛二弟子二力士二供养人、千佛和弥勒佛等。第10号龛为道教造像。清代造像为牛王菩萨、二郎神等。有造像题记“大唐天宝五年”（746年）、“大中元年”（847年）、“咸通九年”（868年）等。